# Cristòfor Cèsar
Cristòfor (Cristophorus, Khristóforos Χριστοφόρος), fou fill de l'emperador romà d'Orient Constantí V, i va ser cèsar de l'imperi. Es conserva d'ell i del seu germà Nicèfor un edicte contra les imatges datat el 775.